# Paul von Salis-Samaden
Freiherr Paul von Salis-Samaden (* 18. Juli 1729 in Breslau; † 5. Oktober 1799 in Wien) war ein österreichischer Feldmarschall-Lieutenant und Divisionär. Er wurde 1779 in den Freiherrenstand erhoben.

## Herkunft
Seine Eltern waren der Herr auf Gallwitz Paul von Salis (1701–1746) und dessen Ehefrau Maria Anna von Ehrenschild. Der preußische Landrat Karl Ignatz von Salis (* 1738; † 1807) war sein Bruder.

## Leben
Er trat 1758 als Fähnrich in das Infanterieregiment Nr. 15 ein und wurde noch im gleichen Jahr Oberlieutenant im Infanterieregiment Nr. 38. 1759 wechselte er als Oberleutnant zu den schlesischen Volontärs (Freikorps Beck) und wurde Adjutant des Generals Philipp Levin von Beck. Als der General Greiffenberg angriff, besetzte Salis den Boberübergang bei Sagan und konnte ihn fast zwei Tage gegen die Preußen halten. 1760 wurde er zum Hauptmann befördert und nach Auflösung des Freikorps kam er in das Infanterieregiment Baden. Er blieb Adjutant des Generals Beck und als dieser nach dem Krieg an die Grenze nach Warasdiner Grenze versetzt wurde, war er dessen Sekretär.
1764 erhielt er eine Kompanie im Infanterieregiment Nr. 42. Er leitete von 1764 bei 1776 die Reichswerbung Höxter in Westfalen und machte viele Verschläge die Werbung zu verbessern. Auch wurde er mit diplomatischen Aufträgen betraut, so schlichtete er den Streit zwischen dem Fürsten von Corvey und Kurköln. 1776 wurde er außer der Reihe zum Major befördert. Er machte den bayrischen Erbfolgekrieg mit. Anschließend hatte er den Auftrag den Austausch der Kriegsgefangenen zu verhandeln. 1779 erhielt er auch den Freiherrenstand. Im Mai 1781 bekam er das Kommando des Bataillons in Erfurt und wurde 1784 Oberstleutnant und Kommandeur des Grenadier-Bataillons. Im Jahr 1789 wurde er dann Oberst und Kommandant des Infanterieregiment Nr. 18.
Anlässlich der Unruhen in den Niederlanden wurde 1789 das Regiment zweite Bataillon und die Artillerie dorthin versetzt. Er kam zum Korps Sztaray. Er nahm mit seiner Einheit an den Gefechten gegen die Franzosen dabei, wie dem Gefecht bei Glisuelle. Im Ersten Koalitionskrieg kämpfte er in den Feldzügen 1792, 1793 und 1794. Auch dort konnte er sich nochmals auszeichnen bei der Kanonade von Valmy, der Schlacht bei Jemappes und Schlacht bei Aldenhoven. Nach der Kapitulation von Valencienne begann die Belagerung von Dünkirchen, Salis wurde nach Ypern geschickt. Bereits am 1. Januar 1794 wurde er zum Generalmajor befördert.
Salis verteidigte Ypern gegen die Franzosen, musste aber am 17. Juni 1794 ehrenvoll kapitulieren. Für die tapfere Verteidigung der Festung Ypern erhielt er das Ritterkreuz des Maria-Theresien-Ordens. Salis wurde in Dijon interniert und 1795 ausgetauscht. Er wurde am 16. April 1797 zum FML ernannt und erhielt ein Divisions-Kommando in Wien. Salis starb 1799 als Divisionär in Wien.

## Familie
Salis war zweimal verheiratet. Zunächst heiratete er Maria von Bedau. Am 16. März 1795 heiratete er dann die Gräfin Katharina von Reisach (* 12. Februar 1767). Er hatte einen Sohn aus erste Ehe:
- Karl (* 13. Mai 1771; † 12. November 1831), k.k. Hauptmann ⚭ Maria von Beelen (* 3. Juni 1776; † 14. August 1805)